# Shingeik Zom
Der Shingeik Zom ist ein Nebengipfel des Noshak im Hindukusch in Pakistan.
Der Shingeik Zom hat eine Höhe von 7291 m. Ein Bergkamm führt zum 3,57 km westlich gelegenen Gipfel des Noshak. 2,33 km nordwestlich liegt der 7119 m hohe Darban Zom. Nach Süden führt ein Bergkamm zum Nobaism Zom und weiter zum Istor-o-Nal.
Der Gipfel wurde im Jahr 1966 von einer von Thomas Trübswetter geleiteten Expedition erstbestiegen. Am 13. Juli 1966 erreichten Iris Trübswetter und Konrad Holch den Gipfel. Die Aufstiegsroute führte über den Atrakgletscher von Nordwesten kommend auf den Gipfel. Der Bergname leitet sich aus dem Chitrali ab und bedeutet „Rauchender Berg“.